# Stephanopis vilosa
Stephanopis vilosa är en spindelart som beskrevs av William Joseph Rainbow 1911. Stephanopis vilosa ingår i släktet Stephanopis och familjen krabbspindlar. Inga underarter finns listade i Catalogue of Life.